# Friedhelm Korte
Friedhelm Korte (* 24. November 1923 in Bielefeld; † 6. Mai 2013 in Attenkirchen) war ein deutscher Chemiker und Begründer der Umweltchemie.

## Leben
Korte studierte Chemie und Medizin an den Universitäten Freiburg und Marburg. Seine Habilitationsarbeit an der Universität Hamburg beschäftigte sich mit der chemischen Klassifizierung höherer Pflanzen. Die Venia legendi erhielt er 1954 an der Universität Hamburg. Im Jahr 1959 wurde er zum außerplanmäßigen Professor an der Universität Bonn ernannt.
Von 1959 bis 1964 leitete er fünf Jahre lang die Grundlagenforschung der Firma Shell, dort forschte er vor allem über Pflanzenschutz. 1964 kehrte er an die Universität Bonn zurück, wo er 1967 zum Ordinarius für Organische Chemie und Biochemie ernannt wurde. Seine Arbeiten führten schließlich zur Gründung des „Instituts für Ökologische Chemie“ am damaligen GSF-Forschungszentrum in Neuherberg. Im Jahr 1972 wurde er auf den ersten Lehrstuhl für Ökologische Chemie an der TU München in Weihenstephan berufen, den er bis zu seiner Emeritierung im Jahr 1990 innehatte. Sein Werk umfasst mehr als 900 Publikationen.
Sein Werk beeinflusste die Chemikaliengesetzgebung in Deutschland; ebenso arbeitete er über möglichst nachhaltige und wenig umweltbelastende Verfahren zur Goldgewinnung. Mit auf seine Initiative hin wurde etwa im Jahr 1971 die wissenschaftliche Zeitschrift Chemosphere gegründet.

## Ehrungen
- Honorarprofessuren an den Universitäten Buenos Aires und Allahabad sowie am Institut für Hydrobiologie der Chinesischen Akademie der Wissenschaften, Wuhan
- Bayerische Staatsmedaille für Verdienste um Umwelt und Gesundheit (1987)
- Verdienstkreuz 1. Klasse der Bundesrepublik Deutschland (1988)
- Philip Morris Forschungspreis (1989)

## Veröffentlichungen (Auswahl)
- unter Mitarbeit von Müfit Bahadir: Lehrbuch der Ökologischen Chemie. Grundlagen und Konzepte für die ökologische Beurteilung von Chemikalien. 3. Auflage. Thieme, Stuttgart 1992; 4. Auflage Wiley-VCH, Weinheim 2001, ISBN 3-13-586703-X (Thieme), ISBN 3-527-30856-3 (Wiley-VCH).
- als Hrsg.: Methodicum chimicum: kritische Übersicht bewährter Arbeitsmethoden und ihre Anwendung in Chemie, Naturwissenschaften und Medizin. Academic Press/Thieme, New York / Stuttgart 1973, ISBN 3-13-480101-9.